# OK loupiot
Pour plus de détails, voir Fiche technique et Distribution.
OK loupiot (Hic-cup Pup) est un dessin animé de la série Tom et Jerry réalisé par William Hanna et Joseph Barbera.

## Synopsis
Tom, en essayant d'attraper Jerry, a réveillé Tyke, le fils de Spike, qui était alors en pleine sieste. Le chiot fait maintenant une crise de hoquet. Spike menace Tom de le battre s'il fait encore du bruit pendant sa sieste.